# Citrat d'amoni i ferro(III)

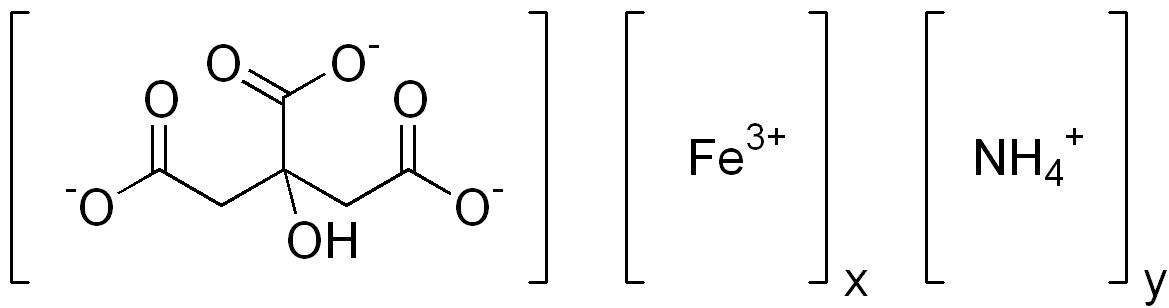
Citrat d'amoni fèrric

El citrat d'amoni i ferro(III) és un citrat, una sal química amònica d'un àcid cítric. Té la fórmula química C₆H5+4yFexNyO₇. En la indústria alimentària es fa servir amb el Codi E E 381 i es fa servir com regulador de l'acidesa i en el procediment de la cianotípia.
La fórmula molecular del citrat d'amoni i ferro(III) és variable. Es pot preparar afegint Fe(OH)₂ a una solució aquosa d'àcid cítric i amoni.
Un altre ús del citrat d'amoni fèrric és la purificació de l'aigua.

## Propietats
És una pols brunenca, entre marró i vermella, soluble en aigua.

## Usos
Es troba present en poca quantitat (0,002%) en les begudes refrescants que produeix la companyia escocesa Irn-Bru.